# Guyana Airways
Guyana Airways fue la aerolínea de bandera de Guyana. Era un vínculo importante para la comunidad guyanesa, ya que proporcionaba una forma de entrar y salir del país. Durante sus operaciones, Guyana Airways operó servicios a destinos en el Caribe, Estados Unidos y Canadá. La aerolínea tenía su sede en Georgetown, Guyana. Se declaró en quiebra en 2001.

## Historia

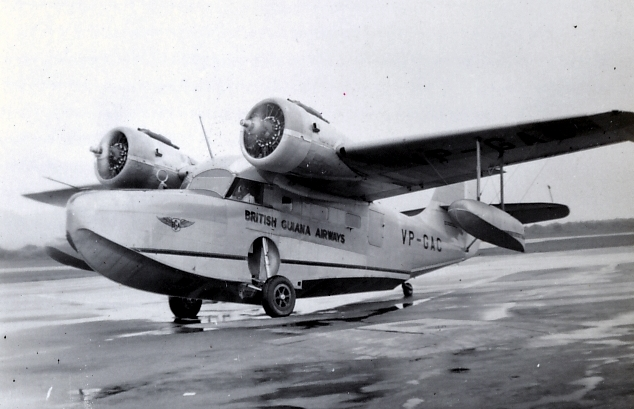
Grumman Goose de British Guiana Airways en el Aeropuerto Internacional de Piarco, Trinidad y Tobago (c. 1955)

La compañía fue fundada por Art J. Williams y Harry Wendt en 1939 como "British Guiana Airways" utilizando hidroaviones Ireland Neptune. Aunque fue una empresa privada, el gobierno colonial británico proporcionó subsidios. En 1945, la empresa comenzó a operar el Grumman G-21 Goose. 

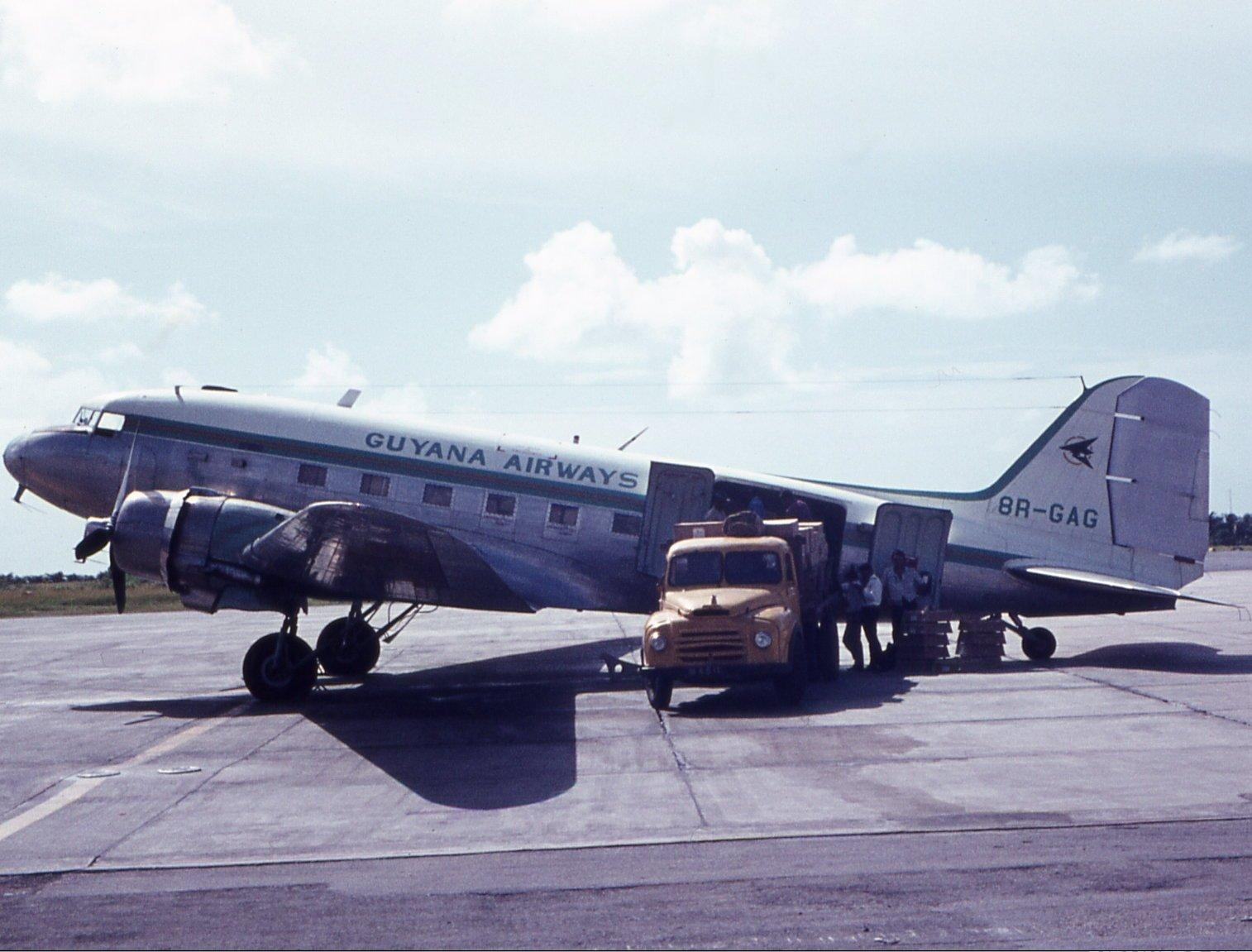
Douglas DC-3 de Guyana Airways en el Aeropuerto Internacional Grantley Adams de Barbados (1969)

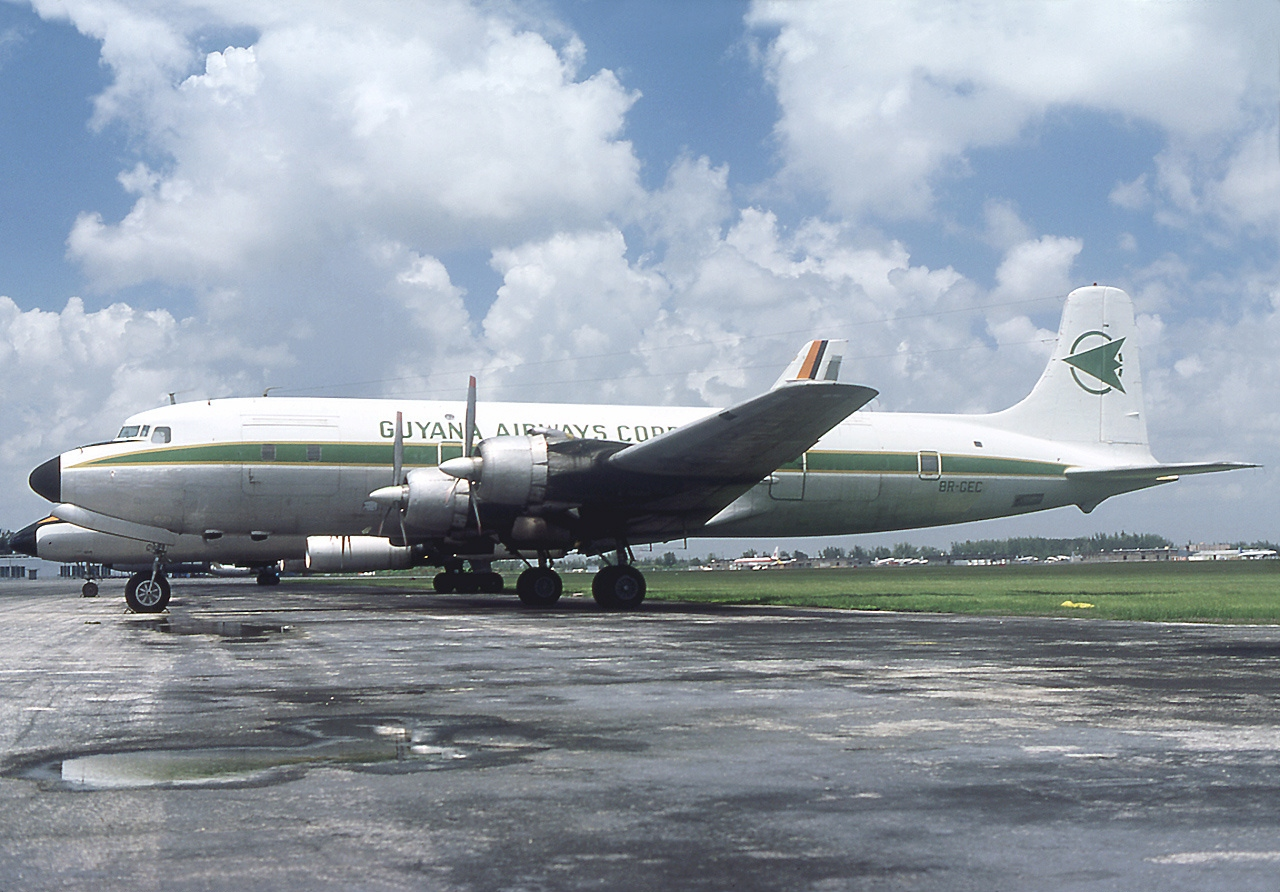
Douglas DC-6 de Guyana Airways en el Aeropuerto Internacional de Miami (1976)

En julio de 1955, el gobierno colonial compró British Guiana Airways. En ese momento, BWIA West Indies Airways también brindaba asistencia en la gestión. En septiembre de 1963, el nombre se acortó a Guyana Airways. 

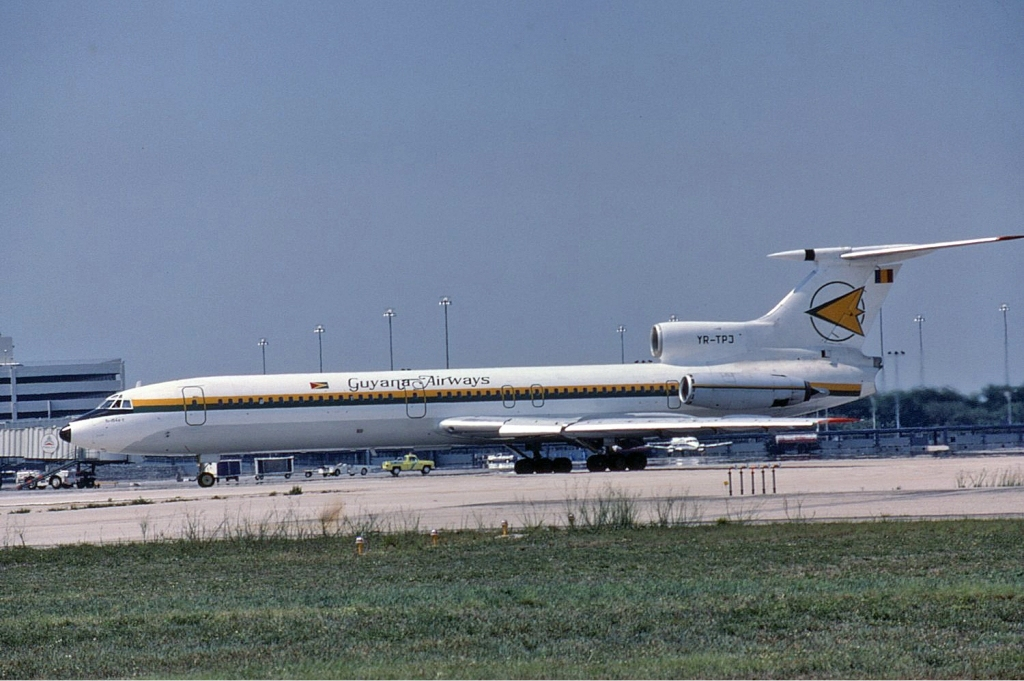
Tupolev Tu-154 de Guyana Airways en el Aeropuerto Internacional de Miami (1985)

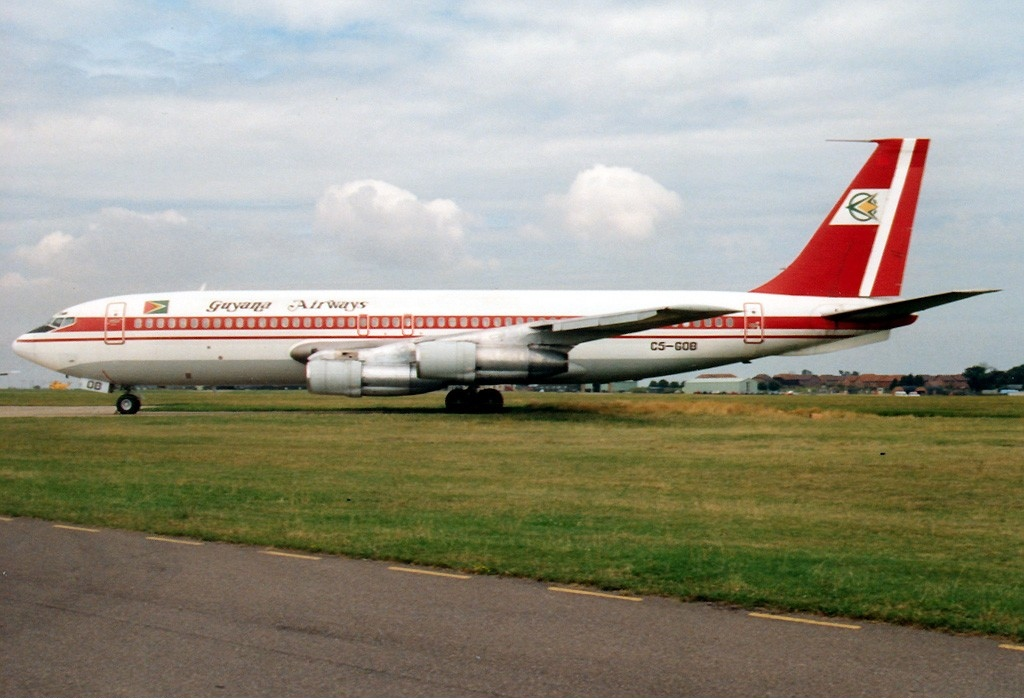
Boeing 707 de Guyana Airways en el Aeropuerto de Manston, Reino Unido (1993)

En mayo de 1966, Guyana se convirtió en una nación independiente. La aerolínea arrendó todos sus aviones, lo que resultó en que volaran muchos tipos diferentes de aviones durante la existencia de la aerolínea, como los Tupolev de fabricación rusa y los aviones Boeing estadounidenses.

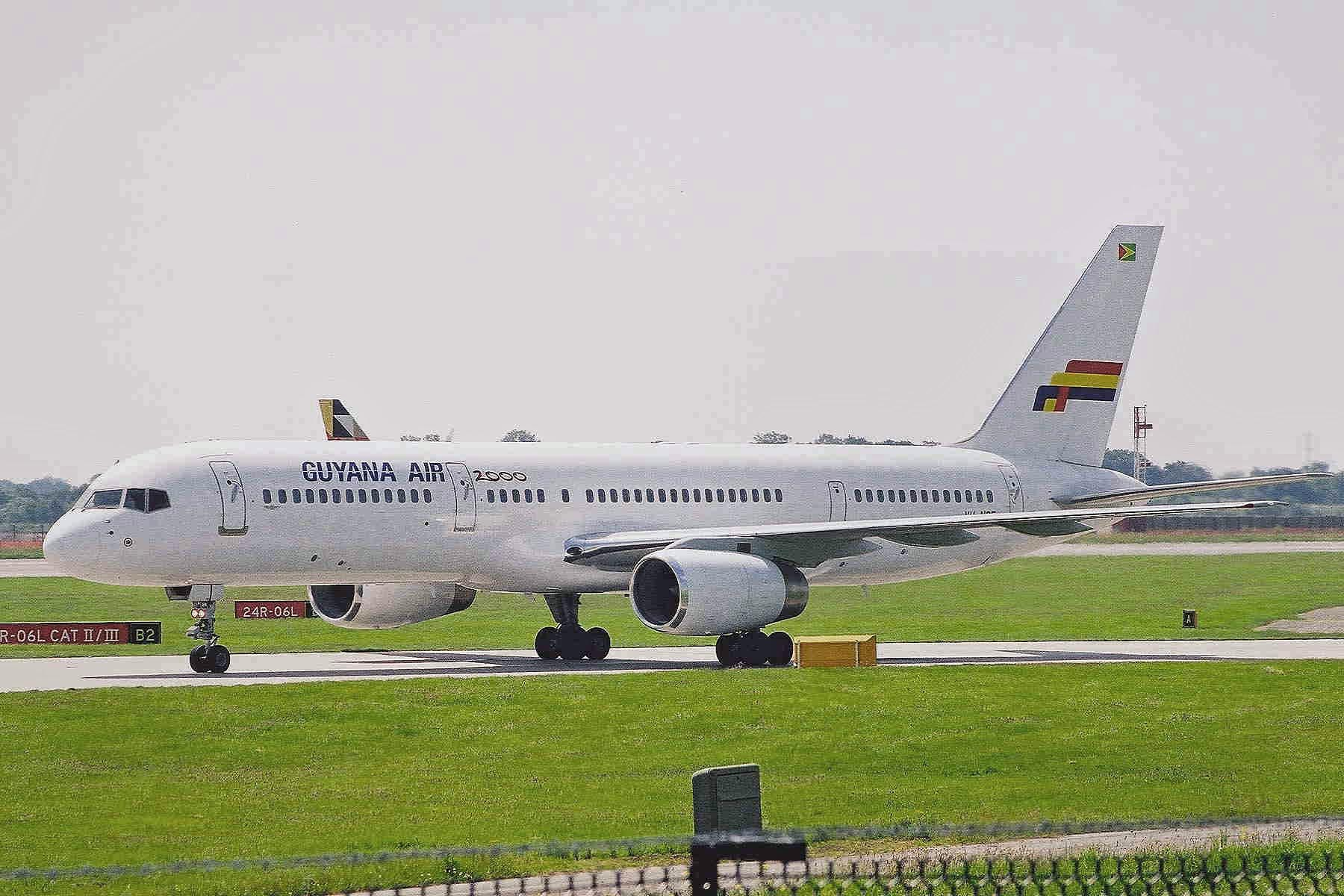
Boeing 757 de Guyana Air en el Aeropuerto de Mánchester (2000)

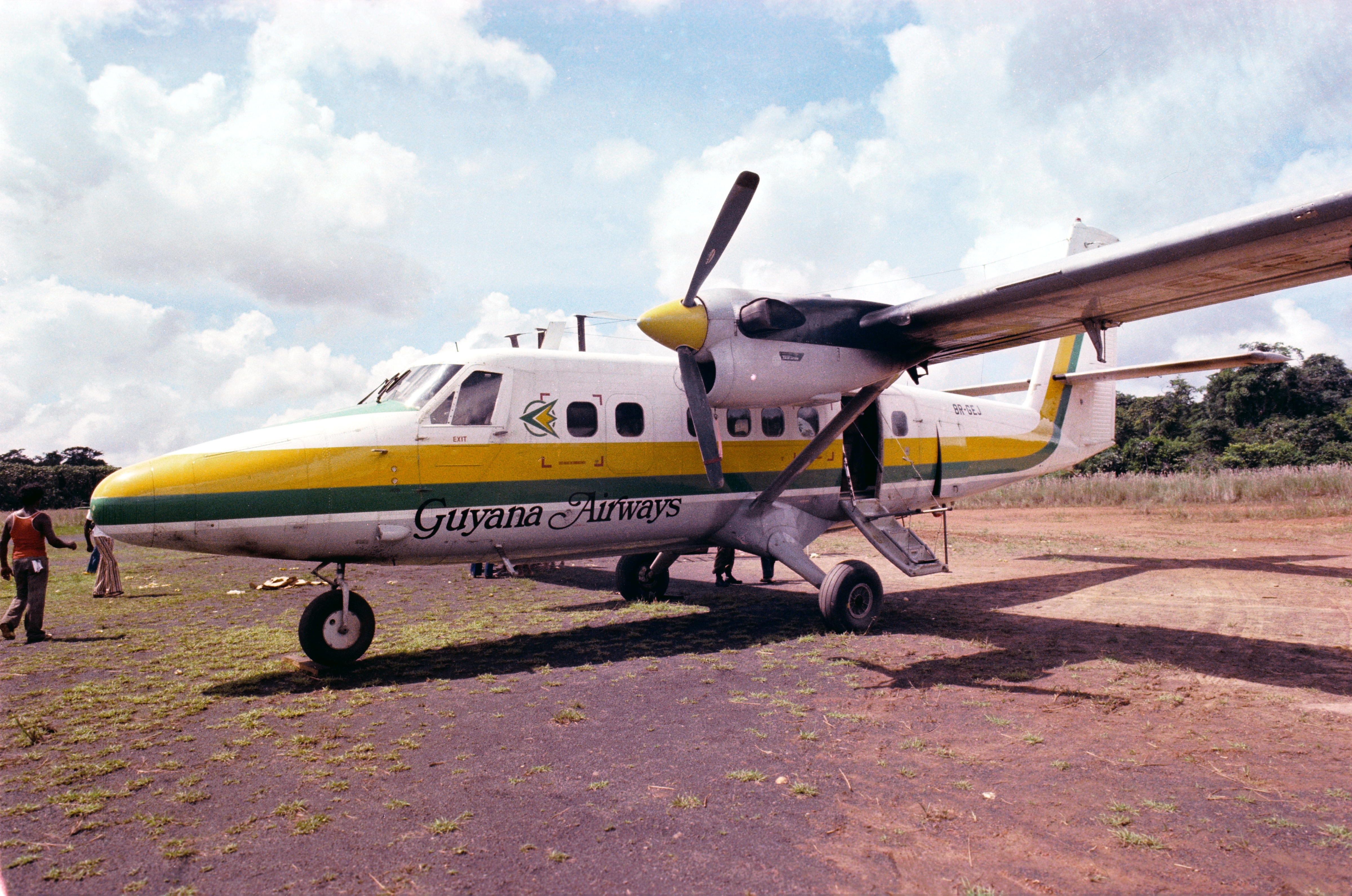
De Havilland Canadá DHC-6 de Guyana Airways cerca de la comuna religiosa de Jonestown (1978)

En junio de 1999, la aerolínea quebró y cesó sus operaciones. Sin embargo, se formó una nueva empresa llamada "Guyana Air 2000" utilizando sus activos y mantuvo una operación de corta duración hasta mayo de 2001 cuando se declaró en quiebra.

## Antiguos destinos
De acuerdo con la edición del 1 de julio de 1983 de la Guía oficial de Aerolíneas (OAG en inglés), Guyana Airways prestaba servicios a los siguientes destinos nacionales e internacionales desde el Aeropuerto Internacional Cheddi Jagan de Georgetown, Guyana:
| Países                   | Destinos            | Aeropuertos                                 |
| Destinos nacionales      | Destinos nacionales | Destinos nacionales                         |
| ------------------------ | ------------------- | ------------------------------------------- |
| Guyana                   | Annai               | Aeródromo de Annai                          |
| Guyana                   | Bartica             | Aeropuerto de Bartica                       |
| Guyana                   | Bemichi             | Aeropuerto de Bemichi                       |
| Guyana                   | Ekereku             | Aeródromo de Erekeru                        |
| Guyana                   | Imbaimadai          | Aeródromo de Imbaimadai                     |
| Guyana                   | Camarán             | Aeródromo de Camarán                        |
| Guyana                   | Kurupung            | Aeródromo de Kurupung                       |
| Guyana                   | Lethem              | Aeropuerto de Lethem                        |
| Guyana                   | Mabaruma            | Aeródromo de Mabaruma                       |
| Guyana                   | Mahdia              | Aeródromo de Mahdia                         |
| Guyana                   | Matthews Ridge      | Aeródromo de Matthews Ridge                 |
| Destinos internacionales |                     |                                             |
| Barbados                 | Bridgetown          | Aeropuerto Internacional Grantley Adams     |
| Brasil                   | Boa Vista           | Aeropuerto Internacional de Boa Vista       |
| Estados Unidos           | Miami               | Aeropuerto Internacional de Miami           |
| Estados Unidos           | Nueva York          | Aeropuerto Internacional John F. Kennedy    |
| Surinam                  | Paramaribo          | Aeropuerto Internacional Johan Adolf Pengel |
| Trinidad y Tobago        | Puerto España       | Aeropuerto Internacional de Piarco          |

## Flota histórica
Guyana Airways operó los siguientes tipos de aeronaves durante su existencia:
| Aeronaves                            | Total | Introducido | Retirado | Matrículas                                                                         | Notas                   |
| ------------------------------------ | ----- | ----------- | -------- | ---------------------------------------------------------------------------------- | ----------------------- |
| Airbus A300                          | 1     | 1995        | 1996     | ??                                                                                 |                         |
| Airbus A300                          | 1     | 1999        | 2000     | VH-CLM                                                                             | Operado por Air Guyana  |
| Boeing 707                           | 10    | 1981        | 1996     | EL-AJT, N703PC, N1181Z, N495PA, N880PA, N885PA, N732Q, EL-AKB, N709PC y EL-AKC     |                         |
| Boeing 737-200                       | 1     | 1980        | 1981     | OY-APR                                                                             |                         |
| Boeing 757                           | 1     | 1993        | 1999     | N757GA                                                                             |                         |
| Boeing 757                           | 1     | 2000        | 2001     | VH-NOF                                                                             | Operado por Air Guyana  |
| De Havilland Canadá DHC-4 Caribou    | 2     | 1970        | 1981     | ??                                                                                 |                         |
| De Havilland Canadá DHC-6 Twin Otter | 5     | 1967        | 1999     | VP-GCP (re-reg. 8R-GCP), 8R-GDC, 8R-GEI, 8R-GEJ y 8R-GHN                           |                         |
| De Havilland Canadá DHC-6 Twin Otter | 1     | 1999        | 1999     | 8R-GEI                                                                             | Operado por Air Guyana  |
| Douglas DC-3/C-47                    | 4     | 1947        | 1979     | VP-GAG (re-reg. 8R-GAG), VP-GAS (re-reg. 8R-GAS), VP-GAF (re-reg. 8R-GAF) y VP-GCF |                         |
| Douglas DC-6                         | 3     | 1974        | 1985     | N615SE (re-reg. 8R-GEC), N94BL (re-reg. N47048) y N515TR                           |                         |
| Douglas DC-8                         | 1     | 1993        | 1994     | ??                                                                                 |                         |
| Grumman G-21 Goose                   | 4     | 1945        | 1973     | ??                                                                                 |                         |
| Hawker Siddeley HS 748               | 2     | 1977        | 1999     | 8R-GEV y 8R-GEU                                                                    |                         |
| Ireland Neptune                      | 1     | 1939        | 1955     | ??                                                                                 |                         |
| Ilyushin Il-62                       | 1     | 1984        | 1984     |                                                                                    |                         |
| Lockheed L-188 Electra               | 2     | 1975        | 1977     | N126US y 8R-GEW                                                                    |                         |
| Short SC.7 Skyvan                    | 2     | 1999        | 2001     | 8R-GGK y 8R-GRR                                                                    | Operados por Air Guyana |
| Tupolev Tu-154                       | 3     | 1985        | 1988     | YR-TPJ, YR-TPK y 8R-GGA                                                            |                         |

## Accidentes e incidentes
- El 3 de diciembre de 1973, un De Havilland Canada DHC-6 Twin Otter (8R-GCP) se estrelló contra una montaña mientras descendía en Kurupung, Cuyuni-Mazaruni. Solo uno de los cuatro pasajeros sobrevivió.[6]
- El 17 de noviembre de 1978, un De Havilland Canadá DHC-6 Twin Otter (8R-GEJ) fue fletado por una delegación investigadora encabezada por el congresista estadounidense Leo Ryan, que investigaba las denuncias de abuso en la secta de Jonestown. El avión fue fletado para el vuelo de Georgetown a Port Kaituma y viceversa. Durante los preparativos para el despegue de regreso a Georgetown, el DHC-6 fue atacado por miembros armados de la comuna, que dispararon contra la aeronave y sus ocupantes. El incidente resultó en 5 muertos y 11 heridos. La aeronave resultó dañada por múltiples impactos de bala, pero posteriormente fue reparada y devuelta al servicio. Continuó sirviendo con Guyana Airways hasta febrero de 1989.[7]

- El 30 de noviembre de 1981, un Douglas DC-6 (N3486F) se incendió después de un fallo en el motor cuando despegaba en el Aeropuerto George F. L. Charles de Santa Lucía. El avión se estrelló cerca del aeropuerto y estalló en llamas. Los tres miembros de la tripulación murieron.[8]